# Trydent-Górna Adyga

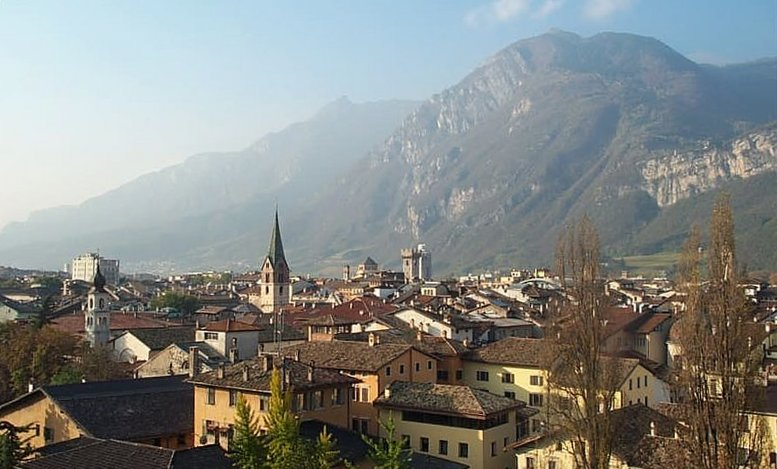
Trydent

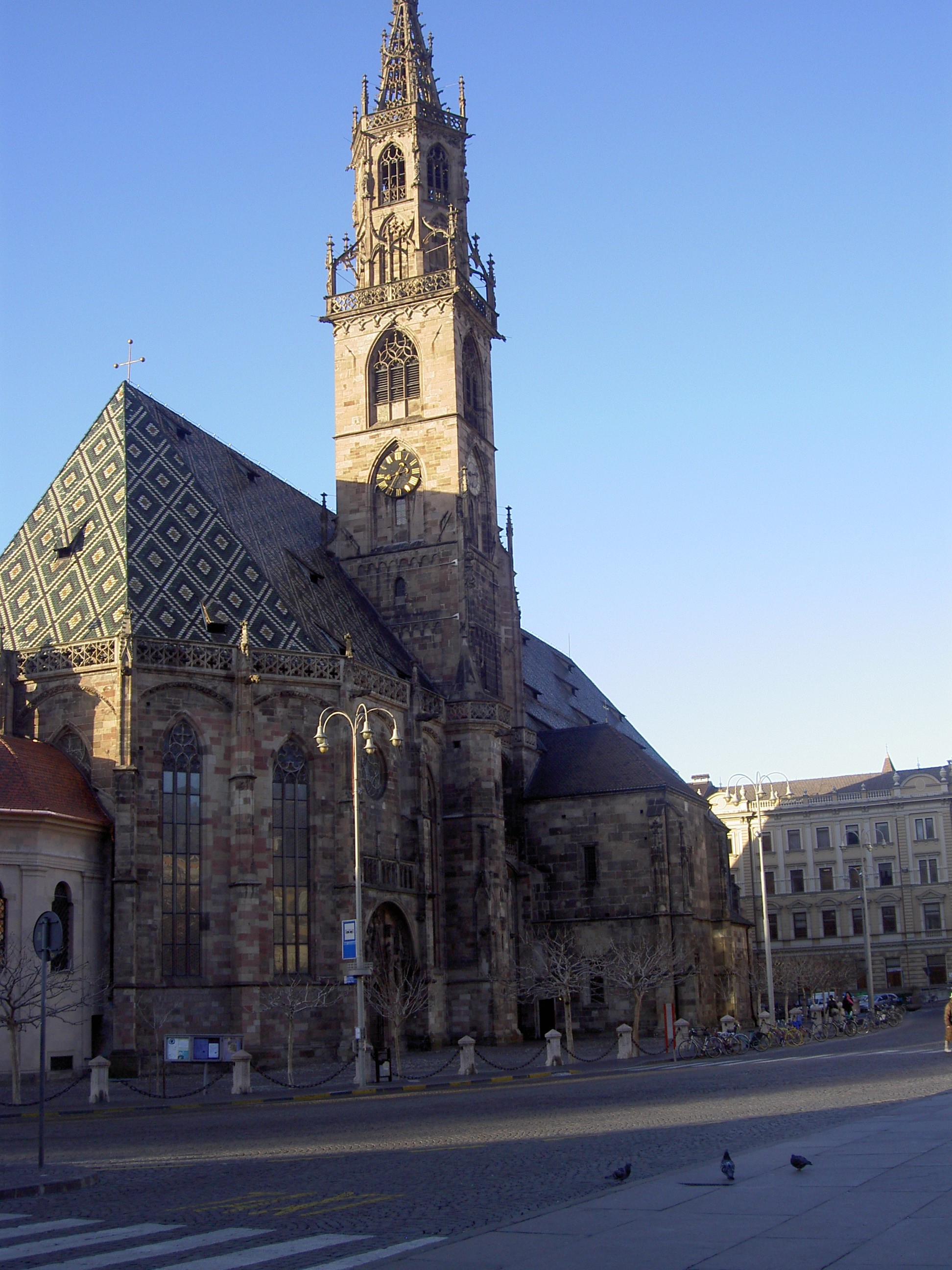
Katedra w Bolzano

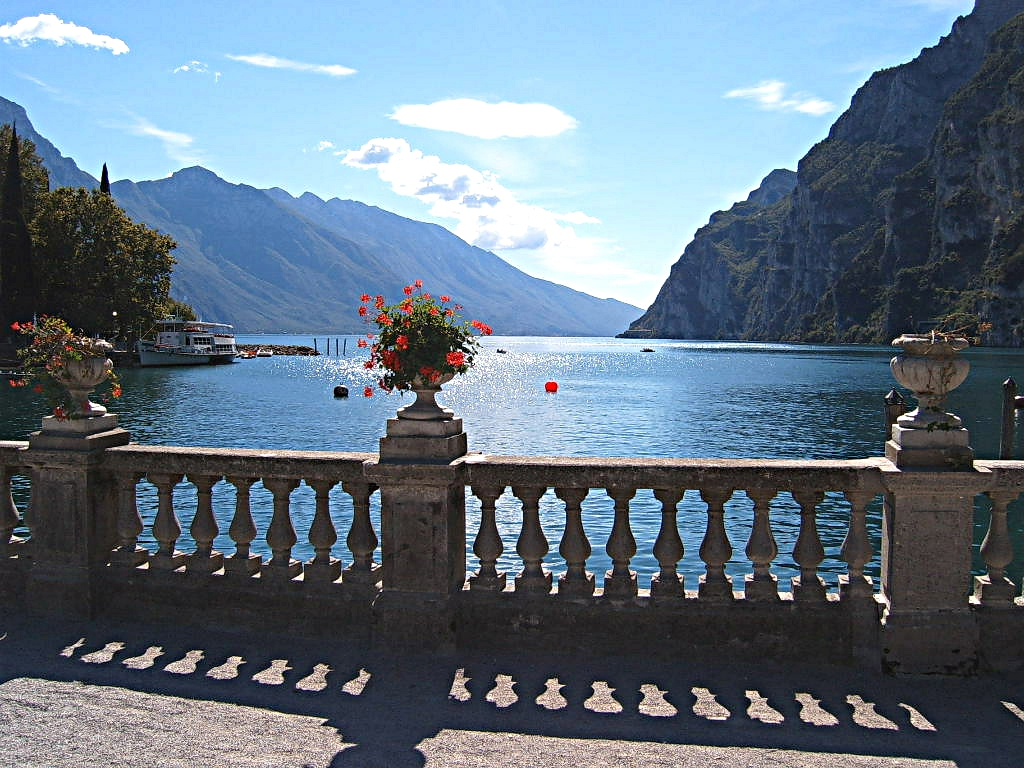
Riva del Garda, widok na jezioro Garda

Trydent-Górna Adyga, ofic. Region Autonomiczny Trydent-Górna Adyga (wł. Trentino-Alto Adige, niem. Trentino-Südtirol, ladyński Trentin-Südtirol albo Trentin-Sudtirol), dawniej Wenecja Trydencka (wł. Venezia Tridentina) – region administracyjny w północnych Włoszech. Zajmuje obszar 13 613 km² (Trentino 6213 km², Tyrol Południowy 7400 km²), zamieszkuje go 1 076 239 osób (2023). Gęstość zaludnienia wynosi 79 osób/km². Od północy graniczy z Austrią, od wschodu i południa z regionem Wenecja Euganejska, a od zachodu z Lombardią i Szwajcarią.
Stolicą regionu jest Trydent (108 577 mieszkańców).
Po zmianie Konstytucji Włoch z 11 października 2001 region otrzymał oficjalną nazwę Trentino-Alto Adige/Südtirol.
W skład regionu wchodzą 2 prowincje: Trentino i Bolzano-Alto Adige (Bozen-Südtirol).
Prowincja Bolzano-Alto Adige, obejmująca obszar Tyrolu Południowego, nosi oficjalną nazwę włoską Provincia autonoma di Bolzano-Alto Adige (ofic. niem. Autonome Provinz Bozen-Südtirol) i od 1970 roku posiada status prowincji autonomicznej (tzw. Pakiet), z zagwarantowaną równością języka włoskiego i języka niemieckiego jako języków urzędowych, nauczanych również w szkołach.

## Warunki naturalne
Cały region leży w strefie Alp Wschodnich. Ciągną się tu takie pasma jak Alpy Zillertalskie, Rieserferner, Stubaier Alpen, Texel, Alpy Ötztalskie, Alpy Retyckie i Dolomity. Najwyższym szczytem jest Ortler, osiągający wysokość 3905 m n.p.m. Główną rzeką jest tu Adyga.
Klimat śródziemnomorski. W wyższych partiach alpejski, z granicą wiecznych śniegów na wysokości 2500–3000 m. Nad jeziorem Garda w południowo-wschodniej części regionu – klimat łagodny śródziemnomorski.

## Demografia
W regionie tym mieszka ponad 1 mln. 70 tys. osób, z czego 530 tys. w Tyrolu Południowym, a 540 tys. w prowincji Trydent. Główną narodowością mieszkającą w tym regionie są Włosi, stanowiący 60% populacji. Oprócz nich mieszka tu także dużo Tyrolczyków (35% mieszkańców) i mała grupa Ladynów (5% populacji), posługujących się językiem ladyńskim należącym do grupy języków retoromańskich. W prowincji Bolzano, tj. w Tyrolu Południowym, 70% ludności stanowią Tyrolczycy, natomiast odsetek niemieckiej ludności w prowincji Trydent jest niewielki i wynosi zaledwie kilka procent. Ladynowie żyją głównie w dolinach Val Ghoerdina, Val Badia, Val di Fassa, Val Livinalongo.

## Gospodarka
W urodzajnych dolinach prowincji tego regionu uprawia się winorośl, owoce, pszenicę i ziemniaki. Rozwinięta jest eksploatacja lasów i gałęzie przemysłu: hutniczy aluminium, samochodowy, lotniczy, drzewny, materiałów budowlanych i spożywczy. W górskich rejonach hoduje się bydło. Region ten jest ważnym ośrodkiem produkcji energii elektrycznej (głównie dzięki licznym elektrowniom wodnym). Przez przełęcz Brenner przebiega ważny transalpejski szlak komunikacyjny do Austrii.
Turystyka jest ważnym źródłem dochodów. Rozwinięta jest zwłaszcza turystyka związana ze sportami zimowymi. Specjalnie dla narciarzy rozbudowano liczne stacje narciarskie jak: Canazei, Predazzo, Cavalese, Val Gardena. Ponadto w regionie tym znajdują się liczne uzdrowiska (m.in. Merano niem. Meran). Atrakcję turystyczną stanowi także Park Narodowy Stelvio.

## Historia
W XI wieku region był zarządzany przez biskupa i należał do Bawarii. Od 1363 były to dziedziczne ziemie dynastii Habsburgów. W 1797, dzięki zwycięskiej kampanii Napoleona, w ramach pokoju w Campo Formio odstąpiony został Austrii. Jednak w 1805 został ponownie przyłączony do Bawarii, a w latach 1809–1814 należał do Królestwa Włoch. W 1815 został zwrócony Austrii.
Podczas I wojny światowej odbyło się tu wiele bitew między żołnierzami Austro-Węgier i Włoch, walczących o zajęcie pasm Alp i Dolomitów. Miały one ważne znaczenie strategiczne i wojskowe. W 1918 wojska austriackie załamały się pod naporem wojsk włoskich. Włoskie oddziały zajmowały te tereny, stanowiące roszczenie terytorialne Włochów. W końcu, w 1919, na mocy traktatu pokojowego z Saint-Germain-en-Laye przyznano ten region Włochom.
Podczas rządów Benito Mussoliniego region ten był poddany silnej italianizacji. W 1938 Adolf Hitler i Benito Mussolini uzgodnili, że ludność niemiecka zostanie przesiedlona do Rzeszy Niemieckiej. Wybuch II wojny światowej sprawił, że plany te w pełni nie powiodły się. Jednak tysiące osób zostało przesiedlonych do Rzeszy.
W roku podpisania włoskiej kapitulacji (1943) tereny te były okupowane przez Niemców. W zasadzie zostały przyłączone do Rzeszy jako Alpenvorland (co znaczy "alpejski cypel"). Stan ten trwał do roku 1945.
Włochy i Austria prowadziły pertraktacje w sprawie tej prowincji. W 1947 roku region zyskał status autonomii. Język niemiecki został wtedy zrównany z językiem włoskim. Oba języki uznano za urzędowe w tym regionie. Jednak Austriacy nie byli zadowoleni z przestrzegania przez włoski rząd tych praw. Doprowadzało to do licznych sporów.
W 1960 podjęto próbę uregulowania konfliktu pod auspicjami ONZ. Miało to doprowadzić do rozmów włosko-austriackich w 1961 roku, do czego jednak nie doszło, częściowo na skutek aktów terrorystycznych organizowanych przez ludność tyrolską, dążącą do przyłączenia prowincji do Austrii. Akty terrorystyczne – głównie zamachy bombowe – trwały od 1956 do 1988. Ogółem odnotowano 361 takich zdarzeń, w wyniku których śmierć poniosło 17 osób.
W 1971 Włochy i Austria podpisały nowy traktat zwany Pakietem. Był on gwarantowany przez Międzynarodowy Trybunał Sprawiedliwości w Hadze. Dawał on regionowi większą autonomię w ramach państwa włoskiego oraz gwarantował zaprzestanie ingerencji w sprawy wewnętrzne regionu ze strony Austrii. Nowy traktat zakończył międzypaństwowe spory włosko-austriackie o ten region. Ostatecznie napięcia na tle narodowościowym zlikwidowało przystąpienie Austrii do Unii Europejskiej i praktyczne zniesienie granic.

## Polityka
Prezydentem regionu jest Arno Kompatscher (SVP).